# 제한 속죄
제한속죄 (Limited atonement, definite atonement, particular redemption )란 어떤 기독교 신학적 전통(칼뱅주의)에서 받아 들여지는 교리이다.  특히 개혁파 전통과 관련이 있으며 칼빈주의의 다섯 가지 요소 중 하나이다.  이 교리는 예수 그리스도의 죽음이 온 세상의 죄를 속죄하기에 충분하지만, 그러나 그리스도의 죽음의 속죄는 오직 선택한 자 안에서만 이루어지도록 성부 하나님의 의도하였다는 것이다. 그리고 구원은 실패하지 않고 그들을 인도하는 것이다. 제한속죄에 따르면, 그리스도는 선택된 자의 죄만을 위하여 죽으셨고, 그 유기된자들에게는 속죄가 주어지지 않았다.  이것은 하나님의 선행은혜 (또는 "할 수 있는 은혜")는 모든 사람들로 하여금 예수 그리스도 안에서 하나님이 주신 구원에 응답 할 수 있게한다라는 어떤 신앙(알미니안주의)과는 대조적이다. Acts 2:21  그래서 그리스도의 속죄가 그 개인에게 효과적 일지를 결정하는 것은 하나님의 은혜에 대한 각 사람의 결정과 반응이라고 한다.

## 뒷받침하는 성경구절
- 요한복음 10장에서 예수와 목자로써 양들을 인도하는 모습은 예수께서 그의 제자들과의 관계를 보여주는 예이며, 양들이 목자의 음성을 듣고 따르는 것과 음성을 무시하는 것을 대조하는 것이 그 예이다.  즉, 목자가 자신의 양을 알고, 양이 그 목자의 음성을 아는 관계로 묘사함으로 예수가 아는 자들만 구원시킨다는 제한적인 면을 말한다.
- 요한복음 3장 16절에서 예수께서 그를 믿는 자에게 영생을 준다는 것을 약속함을 말하고 있다.